# Tanja Karišik-Košarac
Tanja Karišik (* 23. Juli 1991 in Sarajevo, SR Bosnien und Herzegowina, SFR Jugoslawien) ist eine ehemalige bosnisch-herzegowinische Biathletin und Skilangläuferin.

## Werdegang
Tanja Karišik lebt in Pale. Sie wurde von Tomislav Lopatić trainiert und startete für den SK Romanija Pale. Biathlon betrieb sie ab 2002, ab 2005 gehörte sie dem Nationalkader ihres Landes an. Ihr Debüt im Junioren-Europacup der Biathleten, der später zum IBU-Cup wurde, gab sie 2005 in Obertilliach. Ihr erstes Rennen, ein Einzel, beendete sie nicht. Auch in den folgenden Jahren beendete sie dieses längste Rennen im Biathlon nur selten. Karišik nahm vergleichsweise oft an Europacup-Rennen teil, während viele andere gleichaltrige Biathletinnen nur sporadisch oder zumindest weniger regelmäßig teilnahmen. Bestes Ergebnis in dieser Rennserie wurde 2008 ein 20. Platz bei einem Sprint in Cesana San Sicario. In Langdorf nahm sie 2006 erstmals an Junioren-Europameisterschaften im Biathlon teil. Im Sprint belegte sie Platz 62, im Einzel schloss sie um einen Platz besser ab. 2007 lief sie ihre ersten Junioren-Weltmeisterschaften und wurde 52. des Sprints. Zur Verfolgung trat sie nicht an und das Einzel beendete sie auf Rang 69. Durchwachsen verliefen die Junioren-Europameisterschaften im selben Jahr in Bansko. Im Sprint lief sie auf den 35. Platz, in der Verfolgung trat sie erneut nicht an und das Einzel beendete die Bosniakin nicht. 2008 nahm Karišik an drei Großveranstaltungen im Juniorenbereich teil. Bei den Weltmeisterschaften in Ruhpolding erreichte die junge Athletin Platz 69 im Einzel und 77 im Sprint. Die Europameisterschaften in Nové Město na Moravě beendete sie als 51. des Einzels und 56. des Sprints. Bei den Sommerbiathlon-Weltmeisterschaften in der Haute-Maurienne kam sie in den Crosslauf-Wettbewerben auf Platz 18 im Sprint und 16 in der Verfolgung, den Rollski-Sprint beendete Karišik jedoch nicht. Ihre dritten Junioren-Weltmeisterschaften lief sie 2010 in Torsby, wo sie auf den Rängen 45 im Sprint und 54 im Einzel einkam.
Ab 2008 startete Karišik auch im Leistungsbereich. Dort bestritt sie zur Saison 2008/09 ihre ersten Rennen im IBU-Cup. Bestes Ergebnis in der Rennserie ist ein 14. Platz in einem Einzel, den sie in Osrblie erreichte. Ihr erstes Rennen im Biathlon-Weltcup bestritt sie 2010 in Oberhof und wurde 90. in einem Sprintrennen. In Antholz verbesserte sie ihr bestes Resultat auf einen 88. Platz im Sprint, den sie auch beim Sprint der Olympischen Winterspiele 2010 in Vancouver erreichte. Ihr zweites Rennen, das Einzel, beendete sie nicht. Sie war die einzige Biathletin Bosniens bei den Spielen.
Seit dem European Youth Olympic Festival 2009 in Szczyrk nimmt Karišik auch immer wieder an Langlauf-Wettbewerben teil. Erster Höhepunkt wurden die Nordische Skiweltmeisterschaften 2009 in Liberec, wo sie sich im Freistil-Sprint als 86. nicht für die finalen Rennen qualifizieren konnte. Auch bei den Olympischen Spielen 2010 nahm sie im Skilanglauf teil und wurde dort über 10 Kilometer Freistil 72. Kurz vor den Spielen gewann sie am Igman über 5 Kilometer Freistil ihr erstes – allerdings schwach besetztes – FIS-Rennen. Bei den Olympischen Winterspielen 2014 in Sotschi belegte sie den 72. Platz über 10 km klassisch. In der Saison 2014/15 siegte sie bei zwei Rennen des Balkan Cups und gewann damit Cupgesamtwertung. In der folgenden Saison kam sie beim Balkancup in Pale zweimal auf den zweiten Platz jeweils über 5 km Freistil und erreichte damit den 11. Platz in der Gesamtwertung. Im folgenden Jahr belegte sie bei den Nordischen Skiweltmeisterschaften in Lahti den 66. Platz im Sprint. Bei ihrer letzten Teilnahme an Olympischen Winterspielen im Februar 2018 in Pyeongchang kam sie auf den 65. Platz über 10 km Freistil.
Karišik ist mit Nemanja Košarac liiert.

## Siege bei Skilanglauf-Continental-Cup-Rennen
| Nr. | Datum            | Ort      | Disziplin     | Serie      |
| --- | ---------------- | -------- | ------------- | ---------- |
| 1.  | 21. Januar 2012  | Zlatibor | 5 km Freistil | Balkan-Cup |
| 2.  | 22. Januar 2012  | Zlatibor | 5 km Freistil | Balkan-Cup |
| 3.  | 13. Februar 2015 | Zlatibor | 5 km Freistil | Balkan-Cup |
| 4.  | 14. Februar 2015 | Zlatibor | 5 km Freistil | Balkan-Cup |

## Biathlon-Weltcup-Platzierungen
Die Tabelle zeigt alle Platzierungen (je nach Austragungsjahr einschließlich Olympische Spiele und Weltmeisterschaften).
- 1.–3. Platz: Anzahl der Podiumsplatzierungen
- Top 10: Anzahl der Platzierungen unter den ersten zehn (einschließlich Podium)
- Punkteränge: Anzahl der Platzierungen innerhalb der Punkteränge (einschließlich Podium und Top 10)
- Starts: Anzahl gelaufener Rennen in der jeweiligen Disziplin
- Staffel: inklusive Mixed- und Single-Mixed-Staffeln

| Platzierung         | Einzel | Sprint | Verfolgung | Massenstart | Staffel | Gesamt |
| ------------------- | ------ | ------ | ---------- | ----------- | ------- | ------ |
| 1. Platz            |        |        |            |             |         |        |
| 2. Platz            |        |        |            |             |         |        |
| 3. Platz            |        |        |            |             |         |        |
| Top 10              |        |        |            |             |         |        |
| Punkteränge         |        |        |            |             |         |        |
| Starts              | 7      | 15     |            |             |         | 22     |
| Stand: Karriereende |        |        |            |             |         |        |